# Semaine radieuse

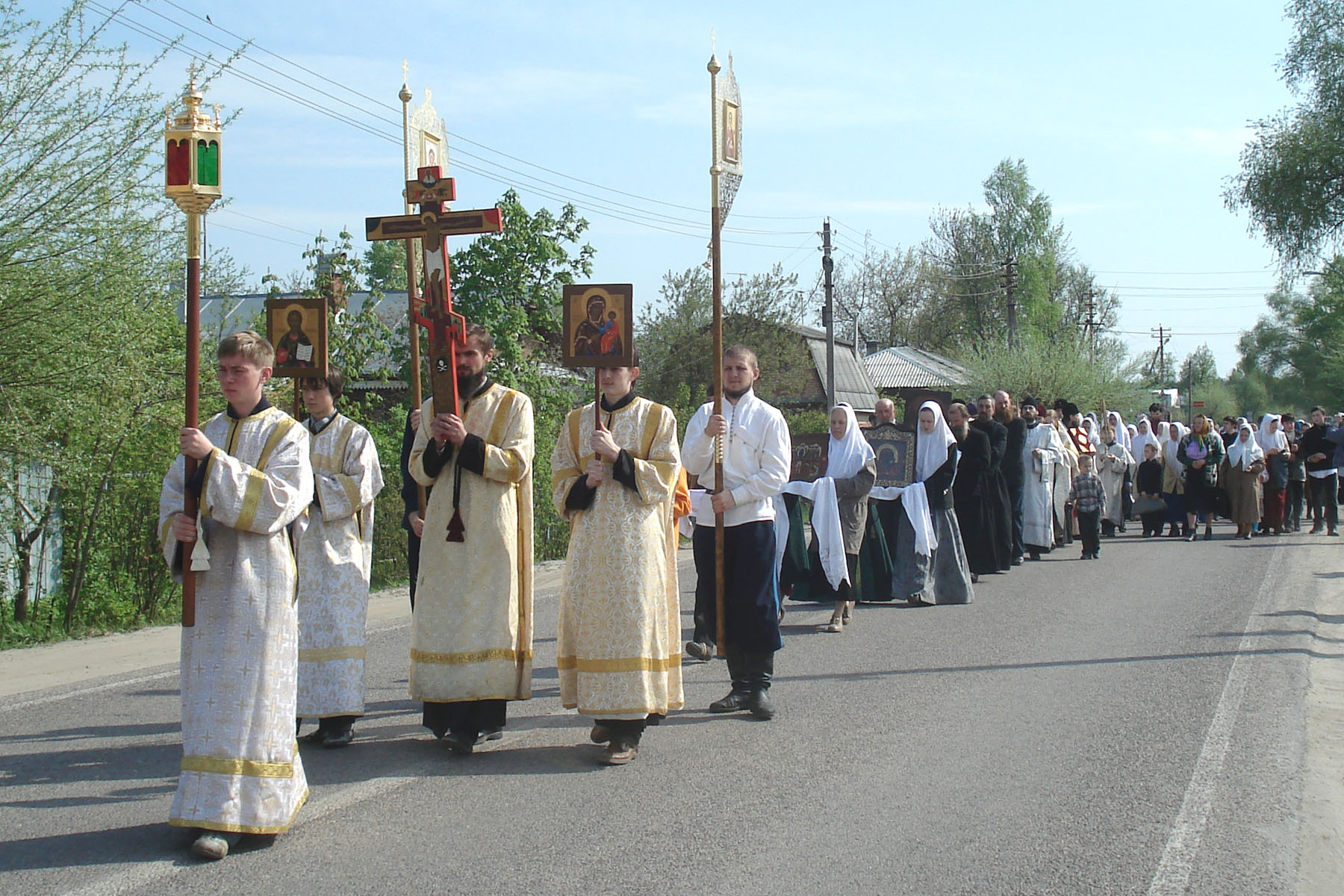
Procession semaine radieuse de l'Église orthodoxe vieille-ritualiste russe.

La Semaine radieuse désigne, dans les Églises chrétiennes, en particulier dans les Églises d'Orient, les huit jours (Pâques comprise) suivant le dimanche de Pâques, de (P) à (P + 7). La fin de la semaine radieuse est le dimanche de quasimodo ou dimanche de Thomas. La Semaine radieuse suit la Semaine sainte.
Lors de cette semaine, aussi appelée Semaine des huit dimanches ou Octave de Pâques, diverses célébrations confirment la solennité de la fête de Pâques.